# Valerios Leonidis
Valerios Leonidis (em grego:  Βαλέριος Λεωνίδης; 14 de fevereiro de 1966, em Yessentuki, Rússia) é um ex-halterofilista da Grécia.
Valerios Leonidis começou no esporte em 1977, com a ginástica. Ele foi membro da equipe de levantamento de peso da União Soviética de 1982 a 1990 e ganhou medalha de ouro nas Spartakiadas de 1986 e de 1991, pela Rússia.
A partir de 1992 passou a competir pela Grécia. Nos Jogos Olímpicos de Barcelona 1992, ficou em quinto, na categoria até 60 kg.
Valerios Leonidis foi vice-campeão mundial em 1994, em 1995 e ganhou prata nos Jogos Olímpicos de Atlanta 1996, tendo sido superado nessas ocasiões pelo turco Naim Süleymanoğlu, na categoria até 64 kg.
Definiu cinco recordes mundiais após a reestruturação das classes de peso que a Federação Internacional de Halterofilismo fez em 1993 — dois no arranque e três no arremesso, na categoria até 64 kg. Seus recordes foram:
| Data       | Disciplina | Marca    | Classe de peso | Lugar     |
| 20.11.1994 | Arranque   | 146,5 kg | –64 kg         | Istambul  |
| 20.11.1994 | Arremesso  | 180,5 kg | –64 kg         | Istambul  |
| 04.05.1995 | Arremesso  | 183 kg   | –64 kg         | Varsóvia  |
| 19.11.1995 | Arranque   | 148 kg   | –64 kg         | Guangzhou |
| 22.07.1996 | Arremesso  | 187,5 kg | –64 kg         | Atlanta   |